# NGC 888
NGC 888 é uma galáxia elíptica (E1/P) localizada na direcção da constelação de Horologium. Possui uma declinação de -59° 51' 38" e uma ascensão recta de 2 horas, 17 minutos e 27,1 segundos.
A galáxia NGC 888 foi descoberta em 6 de Outubro de 1834 por John Herschel.